# Scenopinus adventicius
Scenopinus adventicius är en tvåvingeart som beskrevs av Hardy 1960. Scenopinus adventicius ingår i släktet Scenopinus och familjen fönsterflugor.
Artens utbredningsområde är Hawaii. Inga underarter finns listade i Catalogue of Life.